# Hardwicke (Stroud)
Hardwicke é uma paróquia e aldeia de Stroud, no condado de Gloucestershire, na Inglaterra. De acordo com o Censo de 2011, tinha 3901 habitantes. Tem uma área de 8,14 km².